# حزب مردم ایران
حزب مردم ایران در ادامه حرکت جمعیت آزادی مردم ایران یک سال و نیم پس از کودتای ۲۸ مرداد ۱۳۳۲ تشکیل گردید.

## تبدیل نهضت به حزب
نهضت خداپرستان سوسیالیست، به رهبری محمد نخشب و حسین راضی در سال ۱۳۲۹ و در پی مذاکراتی با حزب ایران در جهت ایجاد یک حزب ملی سوسیال دموکرات در راستای کمک به جبهه ملی ایران و نهضت ملی شدن نفت ادغام می‌شوند. حزب ایران (به رهبری اللهیار صالح) حزبی مبتنی بر پایه سکولاریسم، ملی‌گرایی و سوسیال دموکراسی بود ولی در مقابل نهضت خداپرستان بر پایه‌ای بودن احکام اسلامی و جاری بودن آنان در شئون زندگی تأکید می‌کردند.
در عین حال رهبران آن از جمله نخشب کوشیدند تا عقاید اسلامی خود را در درون آن حفظ کنند. پس از پیوستن اعضای نهضت خداپرستان به حزب ایران حسین راضی به عضویت در شورای مرکزی حزب ایران انتخاب گردید.
اعضای نهضت که اینک در حزب ایران فعال بودند در این دوره فعالیت‌های خود را گسترش داده و در شهر شیراز، حسین راضی از رهبران جدید حزب ایران، از سوی جبهه ملی ایران مسوول راه اندازی شعبه جبهه ملی ایران در استان فارس و مبارزه با نفوذ حزب توده و عمال انگلیس به سرکردگی سید نورالدین حسینی‌الهاشمی شیرازی رهبر حزب برادران (شیراز) می‌گردد.
کاری که در ان دوره با توجه به نفوذ سنتی انگلیس در شیراز و استان فارس بسیار دشوار می‌نمود. حسین راضی و اعضای حزبش در شیراز با ایجاد جلسات مکرر و فعالیت بسیار توانستند که نیروهای ملی را در این شهر مترکز و متحد نمایند نقطه اوج موفقیت حزب آزادی مردم ایران راهپیمایی روزهای تاسوعا و عاشورا بود که طرفداران جبهه ملی ایران تنها با بستن پارچه‌ای سیاه یا کراوات سیاه به صورت بسیار گسترده در شهر راه‌پیمایی نمودند بگونه‌ای که دیگر گروه‌ها نتوانستند هیچ‌گونه فعالیت دارای نمود بیرونی در این روز داشته باشند این تظاهرات وجهه نوینی از دیدگاه‌های روشنفکری مذهبی را در آن زمان بروز داد که هرگز تکرارش برای گروه‌های ملی میسر نشد. اما اختلافات پیش آمده در روش‌های اجرایی که بین اعضای نهضت و اعضای حزب ایران پیش آمد باعث گردید که این دو حزب ائتلافشان دوامی نداشته باشد.

## تشکیلجمعیت آزادی مردم ایران
پس از گذشت زمان و آغاز اختلافات با توجه به اینکه ادامه کار در حزب ایران برای اعضای نهضت خداپرستان سوسیالیست ممکن نبود در تاریخ اعضای وابسته نه نهضت خداپرستان سوسیالیست ۱۳۳۱/۱۱/۲۷ رسماً استعفای خود از حزب ایران را اعلام داشتند و در هفته نامه مردم ایران مورخ ۱۳۳۱/۱۱/۲۷ شماره ۱۱ تأسیس حزب آزادی مردم ایران را به اطلاع عموم رساندند.
هفته نامه مردم ایران به صاحب امتیازی معین الدین مرجائی به عنوان ارگان رسمی جمعیت آزادی مردم ایران معرفی گردید. در همین زمان اعضای نهضت در شهرستان‌ها و برخی از اعضای حزب ایران در شیراز ومشهد (به هدایت محمد تقی شریعتی و طاهر احمدزاده و علی شریعتی ودکتر سامی) از اعضای جمعیت آزادی مردم ایران و وابستگان به جبهه ملی ایران فعالیت‌های خود را گسترش می‌دادند و بدین ترتیب حزب گسترش یافت. در همین حال جمعیت آزادی مردم ایران فعالیت‌های خود را جدا از استان‌ها و مراکز ان به سمت شهرستان‌های کوچک سوق داد که در حقیقت مأموریت خود را در مبارزه با با حزب حزب توده ایران و سلطنت طلبان در یک سو و آگاهی رسانی و مبارزه با فقر و بی سوادی در سوی دیگر می‌دید.

## کودتای ۲۸ مرداد و تغییر نام حزب و نهضت مقاومت ملی
یک سال و نیم پس از کودتای پس از کودتای ۲۸ مرداد ۱۳۳۲ (خورشیدی) جمعیت آزادی مردم ایران که در شمار گروه‌های تشکیل دهندهٔ نهضت مقاومت ملی بود و نام خود را به «حزب مردم ایران» تغییر داد و تا تشکیل جبهه ملی ایران دوم به فعالیت در نهضت مقاومت ملی پرداخت.
در شب بعد از کودتا جمعیت آزادی مردم ایران جلسه‌ای تشکیل می‌دهد با اعلام بیانیه‌ای از  محمد مصدق اعلام پشتیبانی می‌کند. ایدهٔ اولیه ایجاد تشکلی برای مقابله با کودتا به ذهن محمد نخشب رسیده و با مذاکراتی که با سید رضا زنجانی در حضور حسین شاه‌حسینی و ابراهیم کریم آبادی شد توانست قدم‌های نخست را در شرایط خفقان بعد از کودتا محکم و استوار بردارد. هسته اولیه تشکیل دهنده نهضت مقاومت ملی شامل محمد نخشب، حسین شاه‌حسینی و سید رضا زنجانی و ابراهیم کریم آبادی بودند. همواره در این دوران از سوی حزب مردم ایران یک نفر نماینده حضور داشت: نمایندگان حزب عبارت بودند از: محمد نخشب، حسین راضی، علی اکبر نوشین و معین‌الدین مرجایی

## حزب مردم ایران و جبهه ملی دوم
پس از مهاجرت  محمد نخشب به آمریکا در سال ۱۳۳۷ حسین راضی سمت دبیر کلی حزب مردم ایران را بر عهده گرفت. حزب مردم ایران به رهبری حسین راضی و معین الدین مرجائی و مهندس نوشین از افراد مؤثر و مؤسس جبهه ملی دوم بودند و حسین راضی به عنوان عضو هیئت مؤسس جبهه ملی دوم و عضو شورای مرکزی جبهه ملی دوم در این زمینه فعال بود و در دورانی نیز از سوی شورای مرکزی جبهه ملی دوم مسوول رسیدگی به امور جبهه ملی ایران در اروپا و نشریه سازمانی جبهه می‌شود. در حقیقت اکثریت اعضای فعال جبهه ملی در اروپا را اعضای حزب مردم ایران و در کنار آن حزب سوسیالیست تشکیل می‌دادند. حسین راضی به نمایندگی از هیئت اجرایی جبهه ملی دوم با بررسی اوضاع سازمان‌های اروپایی جبهه ملی دوم مسوولیت نشریه جبهه ملی را از پرویز ورجاوند گرفته و به علی شریعتی می‌سپارد  که این حرکت باعث رشد و سرعت گسترش جبهه ملی در اروپا می‌گردد.

## کنگره سال ۱۳۴۱
در ۲۷ فروردین ماه سال ۱۳۴۱ (خورشیدی) اولین کنگره حزب برپا می‌شود که در آن ۵۰ نفر از نمایندگان حزب مردم ایران از حوزه‌های حزبی (تهران - شیراز - مشهد - کاشان - بندر پهلوی - اهواز- رشت - آبادان) شرکت می‌کنند (نمایندگان حوزه‌های قزوین - اصفهان و کرمانشاه امکان حضور در این کنگره را نیافتند. در این کنگره که که تا دوم اردیبهشت به طول انجامید اساسنامه، مرامنامه، اصول فکری و خصوصیات سوسیالیسم مردم ایران، خط مشی سیاسی، تشکیلاتی، و تبلیغاتی حزب، اعضای شورای مرکزی و سایر مراجع حزبی، قطعنامه حزبی، پیام اولین کنگره به  مصدق، شورای مرکزی جبهه ملی بررسی و مورد تصویب و تعیین قرار گرفت و حسین راضی نیز در سمت دبیرکل ابقا گردید.

## انشعاب در حزب مردم ایران
جناح رادیکال حزب مردم ایران در نخستین کنگره این حزب در خرداد ماه ۱۳۴۲ طرح مبارزه قهرآمیز با رژیم و تغییر مشی حزب را به وسیله کاظم سامی و حبیب‌الله پیمان مطرح می‌کنند که با مخالفت اکثریت روبه رو می‌شود و در نخستین کنگره حزب مردم ایران مورد قبول قرار نمی‌گیرد و لذا کار مخفی این گروه برای پایه‌گذاری جنبش آزادی‌بخش مردم ایران- جاما آغاز می‌شود.
جاما پس از تشکیل بدون اطلاع اعضای شورای مرکزی حزب مردم ایران به جذب نیرو و گسترش فعالیت‌ها می‌پردازد و به زودی اکثر جوانان حزب مردم ایران و بعضی دیگر از فعالان وابسته به جبهه ملی ایران در تهران و چند شهرستان جذب آن شده و با هدف براندازی نظام سلطنتی فعالیت می‌کنند.
در همان ابتدای کار گروه توسط فردی نفوذی از طرف ساواک لو می‌رود و اعضای جاما دستگیر می‌شوند. بعدها حبیب‌الله پیمان با هدایت افراد باقی مانده از جاما دست به تشکیل جنبش مسلمانان مبارز می‌زند.
پس از آن به دلیل محدودیت‌های شدید اعمال شده از سوی حکومت امکان هرگونه فعالیت از افراد حزب سلب گردید و دبیرکل حزب حسین راضی چندین بار به دستگیرشده و سایر اعضای شورای مرکزی نیز یا مهاجرت کرده یا مجبور شدند که فعالیت‌های خود را کم رنگ نمایند.

## حزب مردم ایران و انقلاب ۱۳۵۷
پس از انقلاب ۱۳۵۷ حزب به صورت محدود فعالیت‌های خود را آغاز نمود و با توجه به حضور تعداد زیادی از اعضای سابق و وابسته خود در دولت موقت فعالیت علنی انجام نداد و تنها به ارائه راهکار به هیئت دولت و شورای انقلاب و دیدار با خمینی رهبر انقلاب جهت حفظ وحدت و جلوگیری از تفرقه در انقلاب اقدام نمود. با آغاز جنگ عراق و ایران اعضای حزب مردم ایران با حضور در جبهه وهمچنین حمایت از خانواده‌های شهدا و رزمندگان تلاش خود را در جهت انجام وظایف خود نمود.
در آغاز سال‌های دهه ۷۰ حزب مردم ایران در تلاش بود که همراه با داریوش فروهر و سایر گروه‌ها اتحاد نیروهای ملی را تشکیل دهد که به انجامی نرسید و با تشکیل جبهه ملی ایران به رهبری ادیب برومند، حزب مردم ایران به این تشکل پیوست.

## شخصیت‌ها
- ابراهیم یزدی (دبیرکل فقید نهضت آزادی ایران)
- ابوالفضل مرتاضی لنگرودی
- احمد سمیعی (ا. شنوا)
- جلال الدین آشتیانی
- جواد شرف الدین
- حبیب‌الله پیمان (دبیرکل جنبش مسلمانان مبارز)
- حسین راضی
- حسین عالم
- معین‌الدین مرجایی
- رضا کاشفی
- رضا نخشب
- علی اکبرنوشین
- علی شریعتمداری (وزیر علوم دولت موقت و عضو فعلی شورای انقلاب فرهنگی)
- علی شریعتی (از بنیانگذاران نهضت آزادی در خارج از کشور - اروپا)
- علی محمد ایزدی (وزیر کشاورزی دولت موقت)
- کاظم سامی (وزیر بهداشت دولت موقت - دبیرکل فقید جاما)
- کاظم یزدی
- محمد صادق مسرت (دبیرکل فعلی حزب مردم ایران)
- محمد نخشب
- محمود نکو روح
- مرتضی کاشانی
- مصطفی چمران (از بنیانگذاران نهضت آزادی در خارج از کشور-وزیر دفاع در جمهوری اسلامی ایران و نمایند مجلس شورای ملی دور اول)
- معین‌الدین مرجایی
- مهدی حائری یزدی
- نظام الدین قهاری (دبیرکل فعلی جاما)
- هرمز ممیزی
- بسیاری از افراد فوق بعد از مدتی از حزب مردم ایران جدا شده یا از فعالیت‌های سیاسی کناره گرفتند یا اینکه خود بنیان‌گذار حزب و تفکر سیاسی جدیدی شدند و لزوماً اعلام نام این افراد به معنی باقی ماندن وادامه عضویت در حزب مردم ایران نیست.